# La Guancha
La Guancha ist eine Gemeinde auf der Insel Teneriffa. Sie liegt auf etwa 500 Metern Höhe über dem Meer zwischen Los Realejos und Icod de los Vinos.
La Guancha hat angeblich seinen Namen durch die spanischen Eroberer unter Alonso Fernández de Lugo bekommen, die als erstes eine Ureinwohnerin (span.: La Guancha) an einer Quelle Wasser schöpfen sahen. Als diese die Soldaten entdeckte, verschwand sie im Lorbeerwald. Der Kapitän-General war so von ihrer Schönheit ergriffen, dass er diesem Ort den Namen La Guancha gab.
Die Gemeinde hat eine Fläche von 24 km².
Entwicklung der Einwohnerzahlen
| Jahr | Einwohner | Bevölkerungsdichte |
| ---- | --------- | ------------------ |
| 1900 | 1.699     | 77,6 Ew./km²       |
| 1991 | 5.015     | 229,0 Ew./km²      |
| 1999 | 5.232     | 238,9 Ew./km²      |
| 2000 | 5.269     | 240,6 Ew./km²      |
| 2001 | 5.257     | 240,0 Ew./km²      |
| 2002 | 5.294     | 241,7 Ew./km²      |
| 2003 | 5.318     | 242,8 Ew./km²      |
| 2004 | 5.372     | 245,3 Ew./km²      |
| 2005 | 5.388     | 246,0 Ew./km²      |
| 2006 | 5.420     | 247,5 Ew./km²      |
| 2007 | 5.379     | 245,6 Ew./km²      |
| 2014 | 5.482     | 230,6 Ew./km²      |

Die wichtigste Wirtschaftsaktivität ist der Dienstleistungssektor wegen der Nähe zur Touristenstadt Puerto de la Cruz, hinzu kommet die Landwirtschaft, Kleinindustrie sowie Handel.
Die kanarischen Inseln sind berühmt für ihre traditionellen Stickarbeiten und auch in La Guancha befindet sich ein gut ausgebautes und eindrucksvolles Haus der Kunst mit einem Stickereizentrum.